# A tudásszociológia erős programja
A tudásszociológia erős programja (röviden: Erős program) a XX. század második felének filozófiai-szociológiai irányzata. Kutatásának tárgya a tudományos illetve nem tudományos emberi tudás. Eszköztára a szociológia. David Bloor 1976-ban írta meg programadó művét, melynek címe Knowledge and Social Imagery.

## Célkitűzése
Az erős program reakcióként határozza meg önmagát, mely célja, hogy a tudás szociológiájának kutatási területét kiterjessze a tudás természetének és a tudomány belső fejlődésének vizsgálatára is. Ugyanis a tudásszociológia kritika alá vont és meghaladni kívánt paradigmája a tudományos fejlődés külső történetének magyarázatára szorítkozik. Holott a szociológus lehetőségei nem ütközhetnek korlátokba: elméleteik meghaladhatják az intézményes szerkezetekre és a tudomány növekedésének irányaira szorítkozást. Miközben a filozófia kisajátítja a tudás természetének vizsgálatát.

## Tudásfogalma
Az erős programban tudás mindaz, amit az emberek annak tekintenek. Fogalma minden olyan vélekedésre vonatkozik, melyeket az emberek elfogadnak, melyek szerint élnek. Ez a meghatározás többet ölel fel, mint az igaz vélekedések csoportja, ám a vizsgálódás fókuszába a kollektíve jóváhagyott, valamilyen formában intézményesített tudás kerül.
A tudásnak a dinamikájára hívja fel a figyelmet, és a tudás változatosságát teszi meg a kiindulás pontjává, annak okait keresi. Hogyan közvetítődik a tudás, az mennyire állandó, milyen folyamatok kísérik születését és fennmaradását, szerveződését. Szemléletében maga a változás folyamata is vizsgálhatóvá válik. Az erős program is a tudományok oksági nyelvén fogalmaz, a vizsgált terület folyamataiból akar általános következtetések révén elméletet alkotni.

## Az erős program 4 alapelve
Az erős program, tekintve, hogy tudományos módszert alkalmaz, a tudományoktól általában elvárt értékek mentén szervezi kutatását, melyek a következők:
1. „Okságinak kell lennie, vagyis azokkal a feltételekkel foglalkoznia, amelyek a vélekedés- vagy tudásállapotokat előidézik. Természetesen a társadalmi tényezőkön kívül másféle okok is közrejátszanak a vélekedések előidézésében.”
2. „Pártatlannak kell lennie igazság és hamisság, racionalitás és irracionalitás, siker és kudarc kérdéseiben. E dichotómiák mindkét oldala magyarázatot igényel.”
3. „Szimmetrikusnak kell lennie a magyarázat módjában. Ugyanolyan típusú okokkal kell magyaráznia, mondjuk, az igaz és a hamis vélekedéseket.”
4. „Reflexívnek kell lennie. A magyarázó sémáknak elvben alkalmazhatónak kell lenniük magára a szociológiára is. Akárcsak a szimmetrikusság kívánalma, ez a követelmény is az magyarázatok általánosságát szolgálja. A kívánalom meglehetősen nyilvánvaló, hiszen egyébként a szociológia saját elméleteinek egyértelmű cáfolata lenne.”